# Langenbach (Niederfischbach)
Langenbach ist ein Weiler, der zur Gemeinde Niederfischbach im Landkreis Altenkirchen (Westerwald) in Rheinland-Pfalz gehört.
Die Postleitzahl lautet wie bei anderen Ortschaften von Niederfischbach auch 57572. Zwar ist die Einwohnerzahl unbekannt, aber aus geographischen Karten geht hervor, dass Langenbach über 20 Wohnhäusern verfügt.

## Geographische Lage
Langenbach liegt im Hüttenseifental südlich des Asdorfer Weihers. In Nordrhein-Westfalen sind im Uhrzeigersinn Plittershagen und Freudenberg die nächstgelegenen Ortschaften. Die nächstgelegenen Ortschaften sind ebenfalls im Uhrzeigersinn des rheinland-pfälzischen Niederfischbachs der Ortskern von Niederfischbach, Fischbacherhütte und Hüttseifen. Hüttseifen und Langenbach sind eng verwachsene Ortschaften. Zudem befindet sich unweit von Langenbach auch Harbach.